# 1988年日本グランプリ (4輪)
1988年日本グランプリ（1988 Japanese Grand Prix）は、1988年F1世界選手権の第15戦として、1988年10月30日に鈴鹿サーキットで決勝レースが開催された。

## 概要

### 2年目の鈴鹿サーキット開催
前年にF1日本GPが復活してから2年目の鈴鹿開催となる。ホンダエンジンを搭載するマクラーレンの歴史的勝利（ここまで14戦13勝13ポールポジション）などの話題性もあり、3日間合計の観客動員数は前年（225,000人）を上回る233,000人を記録した。
日本関連の話題では、2年目の地元GPを迎えた中嶋悟（ロータス）に加えて、1カ月前に全日本F3000選手権チャンピオンを獲得した鈴木亜久里がラルース・ローラから急遽スポット参戦することになり、国内トップフォーミュラの新旧王者がF1で顔を合わせることになった。

### ワールドチャンピオン同門対決
マクラーレンのチームメイト同士によるドライバーズチャンピオン争いは、アラン・プロスト90点（有効得点84点）、アイルトン・セナ79点（有効得点79点）という状況で残り2戦を迎えた。総得点ではプロスト有利に思えるが、16戦中ベスト11戦をカウントするという有効得点制度上、すでに12戦で1位6回・2位6回を記録しているプロストは2位以下だとこれ以上有効得点が伸びないというジレンマを抱えている。かたや11戦で入賞しているセナが残り2戦で1勝すれば有効得点を87点まで伸ばし、自力で自身初のチャンピオンを決定することができる。
プロストが日本GP前のポルトガルGPとスペインGPを連勝する一方、セナは表彰台圏外の6位・4位に終わっていた。ポルトガルGPの「幅寄せ事件」を巡るふたりの緊張関係に加えて、国際自動車連盟 (FIA) のジャン＝マリー・バレストル会長からホンダへ「両者に公平なエンジンを供給することを望む」という趣旨の異例の書簡が届けられた。ホンダは久米是志社長の回答文を掲示した上で、記者会見では「4基のエンジンを用意し、ドライバーが好きなエンジンを選ぶこともできる」と説明した。

## 予選
金曜午後の予選1回目ではセナが1分42秒157で暫定ポールを獲得。プロストはマシンの不調を訴え、ゲルハルト・ベルガー（フェラーリ）に次ぐ3番手タイムに留まる。中嶋は10位、鈴木は21位。
土曜午後の予選2回目はセナが1分41秒853までタイムを縮め、今季12回目のポールポジションを獲得。プロストは午前のフリー走行でガソリン漏れにより背中に火傷を負っていたが、セナから0.324秒遅れの2番手タイムを記録した。前年ポール・トゥ・ウィンを達成したベルガーはセナから1.5秒遅れの3番手。好調マーチのイヴァン・カペリが自然吸気 (NA) エンジン勢先頭の4位スタートとなった。
ホンダエンジン勢のロータスはネルソン・ピケと中嶋が同タイム（1分43秒693）を記録したが、先にタイムを記録したほうが上位となるルールからピケ5位、中嶋6位となった。中嶋にとって予選6位はメキシコGPと並ぶシーズン最高予選順位であり、かつ当時の日本人ドライバーの最高予選順位だった。
デビュー戦の鈴木はチームメイトのフィリップ・アリオーに続く20番グリッドからスタートする。なお、フリー走行1回目の結果からコローニのガブリエル・タルキーニが予備予選落ちし、予選結果からリジェのステファン・ヨハンソン以下計4台のマシンが予選落ちとなった。

## 決勝

### 上位2台のスタートミス

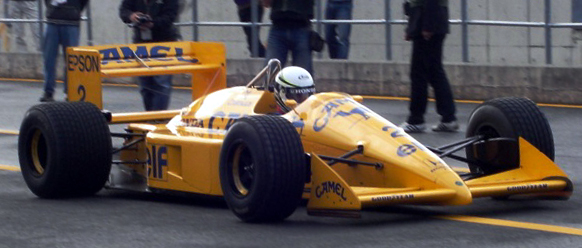
中嶋悟がドライブしたロータスT100・ホンダ

決勝レースは曇りながら時折小雨がぱらつく中で行われた。スタートシグナルが変わる瞬間、ポールポジションのセナと6番グリッドの中嶋がスタートを失敗。セナはエンジンの回転が低すぎたためストールしかけ、両手をあげて危険を知らせたが、ホームストレートの下り坂を利用して再加速し、1コーナーに13番手で侵入した。中嶋はエンジンが完全にストールしたため再スタートに手間取り、21番手に沈んだ。失速した2台を避けるため、後方のマシンは大混乱に陥ったものの、クラッシュするマシンはなかった。
セナの出遅れでトップに立ったプロストの後方にベルガー、カペリが続き、10番グリッドから混乱の中をうまくすり抜けたアロウズのデレック・ワーウィックが4位につけた。しかし、1周目のヘアピンコーナーでウィリアムズのナイジェル・マンセルがワーウィックに追突し、2台並んでのピットインを余儀なくされた。オープニングラップはプロスト、ベルガー、カペリ、アルボレート、ブーツェンがトップ5で、セナは8番手まで挽回してきた。
その後、セナは2周目に6位、3周目に5位、4周目に4位、11周目に3位と順位を上げ、10秒先を行くプロストを追った。チャンピオン争いの当事者であるセナに対し、先行車も敢えて順位を守ろうとはしなかった。また、スタート後に小雨が降り始め、滑りやすくなった路面もセナの得意とするシチュエーションだった。中嶋も得意の小雨とホンダV6ターボのパワーで15周目に12位と順位を戻してきた。

### カペリの好走

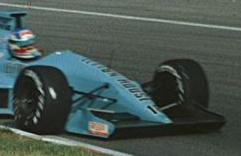
イワン・カペリがドライブしたマーチ・ジャッド

1周目に3位に上がったカペリは、6周目の最終コーナーで加速が鈍ったベルガーを捉え、ホームストレートで抜き去り2位へと上がった。勢い付いたカペリは、セミウエットの路面に手こずるプロストにも追いつき、ぴたりと背後につく。プロストはクラッチの不調も抱えており、さらに15周目のシケインでスピンした周回遅れの鈴木亜久里に引っ掛かり最終コーナーへの加速でシフトミスを犯したところに、カペリがホームストレートで並びかけ、16周目のラップリーダーを奪った。インを守っていたプロストがすぐさま1コーナーで抜き返したものの、チームのメインスポンサーであるレイトンハウスの赤城明社長を喜ばせた。
カペリはその後も虎視眈々とチャンスを狙い、後方から追いついてきたセナと3台のバトルになった。今期14戦13勝を挙げてきたマクラーレンを相手に、コーナリングに勝れる空力マシン、マーチ・881の性能を如何なく発揮したが、19周目に電気系のトラブルでスローダウンし、グランドスタンド前でエンジンがストップしてしまった。

### ベネトンとフェラーリの戦い

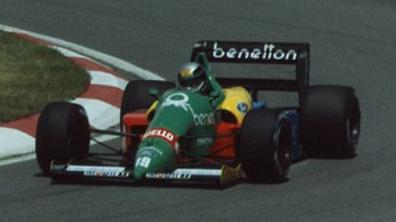
アレッサンドロ・ナニーニのベネトンB188・フォード

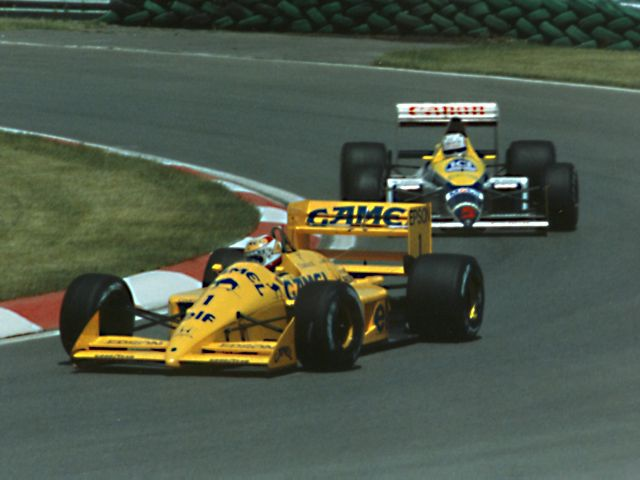
ネルソン・ピケのロータスT100・ホンダ（前）とナイジェル・マンセルのウィリアムズFW12・ジャッド

予選では振るわなかったものの、上位のセナと中嶋のエンジンストールによるスタートの混乱で順位を上げたベネトン・フォードのアレッサンドロ・ナニーニとフェラーリのミケーレ・アルボレートは、レース序盤に6位争いを繰り広げたが、7周目にナニーニに押し出されたアルボレートはスピンしサンドトラップに嵌り周回遅れとなってしまった。
その後アルボレートはレースに復帰し、チームメイトのベルガーのために4位を走行するナニーニを周回遅れながら10周近くに渡りブロックし続け、その結果ベルガーはナニーニを逆転し最終的に4位の座を獲得することになる。同郷のイタリア人であるこのアルボレートの「仕返し」にナニーニはレース後に激怒した。

### ピケとマンセルの接触
後方のグループでは、スタート時の混乱で遅れた上に、昨晩より風邪気味で体調にすぐれないためにスピンして2周遅れの最下位に落ちてしまったロータス・ホンダのピケと、ワーウィックとの接触から周回遅れながら12位まで挽回したウィリアムズ・ジャッドのマンセルが25周目にシケインで接触し、サスペンションにダメージを受けたマンセルはその場でリタイヤ、ピケも体調が回復せず最下位を走行し続けた挙句に35周目にリタイヤするなど、昨年は鈴鹿の予選を舞台にチャンピオン争いを繰り広げた2人は、全く見せ場を作ることが出来なかった。

### セナの勝利

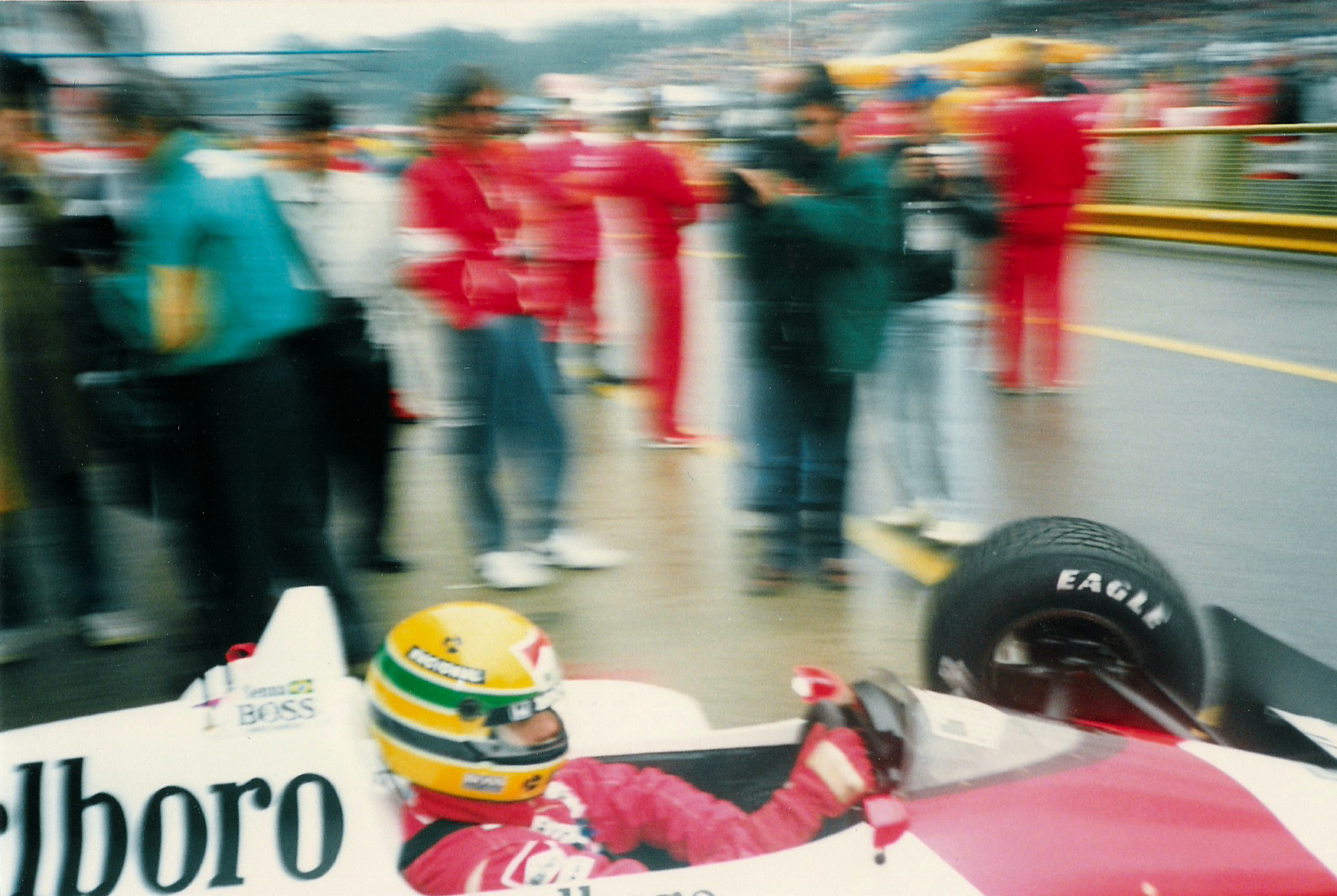
このレースにおいてダブルタイトルを獲得したアイルトン・セナのマクラーレンMP4/4・ホンダ

カペリのリタイアで19周目に2位につけたセナは、その後も小雨により濡れたセミウエットの路面の中で周回遅れのマシンの追い抜きに手こずっていたプロストを射程圏内にとらえ、28周目のグランドスタンド前ストレートでプロストのスリップストリームに入ると第1コーナー直前でインをついてオーバーテイクに成功する。
その後セナはセミウエットの路面の中でプロスト以下を寄せ付けずトップでの走行を続けたものの、残り5周の時点で強くなった雨による危険性を鑑みレースの早期中断をアピールしたものの、その後もレースは続行され規定周回通りでゴールし、念願の初のドライバーズチャンピオンに輝くこととなる。

### 中嶋と鈴木
表彰台も射程内の3列目からスタートしたものの、スタートを失敗し最下位近くに落ち、その後失敗を挽回すべく追い上げを続けた中嶋は、得意のウェットコンディションを生かして18周目には10位に、21周目には7位につけるという怒涛の追い上げを見せた。しかし、下位グループを追い抜いている内に上位陣との間隔が空いてしまっていた上、上位陣にリタイヤが少なかったこともあり惜しくも入賞圏内には届かず、6位に入賞したウィリアムズ・ジャッドのリカルド・パトレーゼに次ぐ周回遅れの7位に終わった。
鈴木は、シート合わせも十分に行えないままに初めて乗るマシンと濡れた路面とに手こずり、レース中に2度のスピンとリアル・フォードのアンドレア・デ・チェザリスとのヘアピンでの接触によるコースアウトを喫したものの、エンジンパワーに勝るリジェ・ジャッドのルネ・アルヌーとのバトルを制して2周遅れの16位で完走した。

## 結果

### 予選結果
| 順位 | No | ドライバー                 | コンストラクター      | Q1       | Q2       | 差     |
| ---- | -- | -------------------------- | --------------------- | -------- | -------- | ------ |
| 1    | 12 | アイルトン・セナ           | マクラーレン-ホンダ   | 1'42.157 | 1'41.853 | —      |
| 2    | 11 | アラン・プロスト           | マクラーレン-ホンダ   | 1'43.806 | 1'42.177 | +0.324 |
| 3    | 28 | ゲルハルト・ベルガー       | フェラーリ            | 1'43.548 | 1'43.353 | +1.500 |
| 4    | 16 | イヴァン・カペリ           | マーチ-ジャッド       | 1'44.583 | 1'43.605 | +1.752 |
| 5    | 1  | ネルソン・ピケ             | ロータス-ホンダ       | 1'45.171 | 1'43.693 | +1.840 |
| 6    | 2  | 中嶋悟                     | ロータス-ホンダ       | 1'45.156 | 1'43.693 | +1.840 |
| 7    | 17 | デレック・ワーウィック     | アロウズ-メガトロン   | 1'46.915 | 1'43.816 | +1.963 |
| 8    | 5  | ナイジェル・マンセル       | ウィリアムズ-ジャッド | 1'44.448 | 1'43.893 | +2.040 |
| 9    | 27 | ミケーレ・アルボレート     | フェラーリ            | 1'44.909 | 1'43.972 | +2.119 |
| 10   | 20 | ティエリー・ブーツェン     | ベネトン-フォード     | 1'44.882 | 1'44.499 | +2.686 |
| 11   | 6  | リカルド・パトレーゼ       | ウィリアムズ-ジャッド | 1'45.510 | 1'44.555 | +2.702 |
| 12   | 19 | アレッサンドロ・ナニーニ   | ベネトン-フォード     | 1'45.047 | 1'44.611 | +2.758 |
| 13   | 15 | マウリシオ・グージェルミン | マーチ-ジャッド       | 1'45.138 | 1'45.156 | +3.285 |
| 14   | 22 | アンドレア・デ・チェザリス | リアル-フォード       | 1'48.393 | 1'45.558 | +3.705 |
| 15   | 18 | エディ・チーバー           | アロウズ-メガトロン   | 1'45.845 | 1'46.189 | +3.992 |
| 16   | 3  | ジョナサン・パーマー       | ティレル-フォード     | 1'47.828 | 1'45.916 | +4.063 |
| 17   | 23 | ピエルルイジ・マルティニ   | ミナルディ-フォード   | 1'47.638 | 1'46.449 | +4.596 |
| 18   | 14 | フィリップ・ストレイフ     | AGS-フォード          | 1'47.583 | 1'46.486 | +4.633 |
| 19   | 30 | フィリップ・アリオー       | ローラ-フォード       | 1'47.057 | 1'46.521 | +4.668 |
| 20   | 29 | 鈴木亜久里                 | ローラ-フォード       | 1'48.448 | 1'46.920 | +5.067 |
| 21   | 36 | アレックス・カフィ         | ダラーラ-フォード     | 1'47.813 | 1'46.982 | +5.129 |
| 22   | 24 | ルイス・ペレス＝サラ       | ミナルディ-フォード   | 1'48.769 | 1'47.134 | +5.281 |
| 23   | 25 | ルネ・アルヌー             | リジェ-ジャッド       | 1'49.165 | 1'47.193 | +5.340 |
| 24   | 21 | ニコラ・ラリーニ           | オゼッラ              | 1'48.706 | 1'47.547 | +5.694 |
| 25   | 10 | ベルント・シュナイダー     | ザクスピード          | 1'49.897 | 1'47.599 | +5.746 |
| 26   | 4  | ジュリアン・ベイリー       | ティレル-フォード     | 1'49.420 | 1'48.589 | +6.736 |
| DNQ  | 26 | ステファン・ヨハンソン     | リジェ-ジャッド       | 1'49.127 | 1'48.716 | +6.863 |
| DNQ  | 32 | オスカー・ララウリ         | ユーロブルン-フォード | 1'50.224 | 1'49.265 | +7.412 |
| DNQ  | 9  | ピエルカルロ・ギンザーニ   | ザクスピード          | 1'49.706 | 1'50.550 | +7.853 |
| DNQ  | 33 | ステファノ・モデナ         | ユーロブルン-フォード | 1'49.812 | 1'50.047 | +7.959 |
| DNPQ | 31 | ガブリエル・タルキーニ     | コローニ-フォード     | 1'52.234 |          |        |

### 決勝結果
| 順位 | No | ドライバー                 | コンストラクタ           | 周回 | タイム/Ret     | グリッド | ポイント |
| ---- | -- | -------------------------- | ------------------------ | ---- | -------------- | -------- | -------- |
| 優勝 | 12 | アイルトン・セナ           | マクラーレン・ホンダ     | 51   | 1:33'26.173    | 1        | 9        |
| 2    | 11 | アラン・プロスト           | マクラーレン・ホンダ     | 51   | + 13.363       | 2        | 6        |
| 3    | 20 | ティエリー・ブーツェン     | ベネトン・フォード       | 51   | + 36.109       | 10       | 4        |
| 4    | 28 | ゲルハルト・ベルガー       | フェラーリ               | 51   | + 1'26.714     | 3        | 3        |
| 5    | 19 | アレッサンドロ・ナニーニ   | ベネトン・フォード       | 51   | + 1'30.603     | 12       | 2        |
| 6    | 6  | リカルド・パトレーゼ       | ウィリアムズ・ジャッド   | 51   | + 1'37.615     | 11       | 1        |
| 7    | 2  | 中嶋悟                     | ロータス・ホンダ         | 50   | +1 Lap         | 6        |          |
| 8    | 14 | フィリップ・ストレイフ     | AGS・コスワース          | 50   | +1 Lap         | 18       |          |
| 9    | 30 | フィリップ・アリオー       | ローラ・コスワース       | 50   | +1 Lap         | 19       |          |
| 10   | 15 | マウリシオ・グージェルミン | マーチ・ジャッド         | 50   | +1 Lap         | 13       |          |
| 11   | 27 | ミケーレ・アルボレート     | フェラーリ               | 50   | +1 Lap         | 9        |          |
| 12   | 3  | ジョナサン・パーマー       | ティレル・コスワース     | 50   | +1 Lap         | 16       |          |
| 13   | 23 | ピエルルイジ・マルティニ   | ミナルディ・コスワース   | 49   | +2 Laps        | 17       |          |
| 14   | 4  | ジュリアン・ベイリー       | ティレル・コスワース     | 49   | +2 Laps        | 26       |          |
| 15   | 24 | ルイス・ペレス＝サラ       | ミナルディ・コスワース   | 49   | +2 Laps        | 22       |          |
| 16   | 29 | 鈴木亜久里                 | ローラ・コスワース       | 48   | +3 Laps        | 20       |          |
| 17   | 25 | ルネ・アルヌー             | リジェ・ジャッド         | 48   | +3 Laps        | 23       |          |
| Ret  | 22 | アンドレア・デ・チェザリス | リアル・コスワース       | 36   | オーバーヒート | 14       |          |
| Ret  | 18 | エディ・チーバー           | アロウズ・メガトロン     | 35   | 点火系         | 15       |          |
| Ret  | 21 | ニコラ・ラリーニ           | オゼッラ・コスワース     | 34   | ブレーキ       | 24       |          |
| Ret  | 1  | ネルソン・ピケ             | ロータス・ホンダ         | 34   | 体調不良       | 5        |          |
| Ret  | 5  | ナイジェル・マンセル       | ウィリアムズ・ジャッド   | 24   | 衝突           | 8        |          |
| Ret  | 36 | アレックス・カフィ         | ダラーラ・コスワース     | 22   | スピンオフ     | 21       |          |
| Ret  | 16 | イヴァン・カペリ           | マーチ・ジャッド         | 19   | 電気系         | 4        |          |
| Ret  | 17 | デレック・ワーウィック     | アロウズ・メガトロン     | 16   | スピンオフ     | 7        |          |
| Ret  | 10 | ベルント・シュナイダー     | ザクスピード             | 14   | 体調不良       | 25       |          |
| DNQ  | 26 | ステファン・ヨハンソン     | リジェ・ジャッド         |      |                |          |          |
| DNQ  | 32 | オスカー・ララウリ         | ユーロブルン・コスワース |      |                |          |          |
| DNQ  | 9  | ピエルカルロ・ギンザーニ   | ザクスピード             |      |                |          |          |
| DNQ  | 33 | ステファノ・モデナ         | ユーロブルン・コスワース |      |                |          |          |
| DNPQ | 31 | ガブリエル・タルキーニ     | コローニ・コスワース     |      |                |          |          |

- リザルトは“The Official Formula 1 website”. 2020年5月11日閲覧。より。

### ラップタイムチャート
| 周回  | セナ         | セナ | セナ             | プロスト     | プロスト | プロスト        | カペリ                                   | カペリ                                   | カペリ                                   | 備考                                     |
| 周回  | ラップタイム | 順位 | 差               | ラップタイム | 順位     | 差              | ラップタイム                             | 順位                                     | 差                                       | 備考                                     |
| ----- | ------------ | ---- | ---------------- | ------------ | -------- | --------------- | ---------------------------------------- | ---------------------------------------- | ---------------------------------------- | ---------------------------------------- |
| 1     | 2'04.246     | 8    | 8.953            | 1'55.293     | 1        | -               | 1'57:950                                 | 3                                        | 2.657                                    |                                          |
| 2     | 1'51.579     | 6    | 9.504 (+0.551)   | 1'51.028     | 1        | -               | 1'52:367                                 | 3                                        | 3.996 (+1.339)                           | セナ、ナニーニとパトレーゼを抜いて6位。  |
| 3     | 1'52.210     | 5    | 12.283 (+2.779)  | 1'49.431     | 1        | -               | 1'50:185                                 | 3                                        | 4.750 (+0.754)                           | セナ、ブーツェンを抜いて5位。            |
| 4     | 1'50.490     | 4    | 12.936 (＋0.653) | 1'49.837     | 1        | -               | 1'48:579                                 | 3                                        | 3.492 (-1.258)                           | セナ、アルボレートを抜いて4位。          |
| 5     | 1'49.474     | 4    | 13.220 (+0.284)  | 1'49.190     | 1        | -               | 1'48:881                                 | 3                                        | 3.183 (-0.309)                           |                                          |
| 6     | 1'48.104     | 4    | 12.899 (-0.321)  | 1'48.425     | 1        | -               | 1'50:200                                 | 2                                        | 4.958 (+1.775)                           | カペリ、ベルガーを抜いて2位。            |
| 7     | 1'48.625     | 4    | 13.218 (+0.319)  | 1'48.306     | 1        | -               | 1'47:851                                 | 2                                        | 4.503 (-0.455)                           |                                          |
| 8     | 1'48.186     | 4    | 13.063 (-0.155)  | 1'48.341     | 1        | -               | 1'47:618                                 | 2                                        | 3.780 (-0.723)                           |                                          |
| 9     | 1'49.160     | 4    | 12.335 (-0.728)  | 1'49.888     | 1        | -               | 1'49:779                                 | 2                                        | 3.671 (-0.109)                           |                                          |
| 10    | 1'48.527     | 4    | 11.628 (-0.707)  | 1'49.234     | 1        | -               | 1'48:176                                 | 2                                        | 2.613 (-1.058)                           |                                          |
| 11    | 1'49.110     | 3    | 12.637 (+1.009)  | 1'48.101     | 1        | -               | 1'47:375                                 | 2                                        | 1.887 (-0.726)                           | セナ、ベルガーを抜いて3位。              |
| 12    | 1'48.783     | 3    | 11.472 (-1.165)  | 1'49.948     | 1        | -               | 1'48:511                                 | 2                                        | 0.450 (-1.437)                           |                                          |
| 13    | 1'48.619     | 3    | 11.242 (-0.230)  | 1'48.849     | 1        | -               | 1'49:402                                 | 2                                        | 1.003 (+0.553)                           |                                          |
| 14    | 1'48.942     | 3    | 10.963 (-0.279)  | 1'49.221     | 1        | -               | 1'49:032                                 | 2                                        | 0.814 (-0.189)                           |                                          |
| 15    | 1'50.991     | 3    | 10.434 (-0.529)  | 1'51.520     | 1        | -               | 1'52:118                                 | 2                                        | 1.412 (+0.598)                           |                                          |
| 16    | 1'49.115     | 3    | 8.231 (-2.203)   | 1'51.379     | 2        | 0.061 (+1.473)  | 1'49:906                                 | 1                                        | -                                        | カペリ、プロストを抜いて1位。            |
| 17    | 1'53.254     | 3    | 5.559 (-2.611)   | 1'55.865     | 1        | -               | 1'56:757                                 | 2                                        | 0.831 (+0.892)                           | プロスト、カペリを抜き返し1位。          |
| 18    | 1'58.101     | 3    | 6.110 (+0.551)   | 1'57.550     | 1        | -               | 1'57:611                                 | 2                                        | 0.892 (+0.061)                           |                                          |
| 19    | 1'51.507     | 3    | 1.287 (-4.823)   | 1'56.330     | 1        | -               | 1'55:795                                 | 2                                        | 0.357 (-0.535)                           | カペリ、電気系故障でリタイア。           |
| 20    | 1'48.762     | 2    | 0.732 (-0.555)   | 1'49.317     | 1        | -               |                                          |                                          |                                          |                                          |
| 21    | 1'47.446     | 2    | 0.983 (+0.251)   | 1'47.195     | 1        | -               |                                          |                                          |                                          |                                          |
| 22    | 1'47.213     | 2    | 0.713 (-0.270)   | 1'47.483     | 1        | -               |                                          |                                          |                                          |                                          |
| 23    | 1'47.374     | 2    | 1.304 (+0.591)   | 1'46.783     | 1        | -               |                                          |                                          |                                          |                                          |
| 24    | 1'46.577     | 2    | 1.043 (-0.261)   | 1'46.838     | 1        | -               |                                          |                                          |                                          |                                          |
| 25    | 1'47.131     | 2    | 1.001 (-0.042)   | 1'47.173     | 1        | -               |                                          |                                          |                                          |                                          |
| 26    | 1'46.936     | 2    | 0.848 (-0.153)   | 1'47.089     | 1        | -               |                                          |                                          |                                          |                                          |
| 27    | 1'47.649     | 2    | 0.135 (-0.713)   | 1'48.362     | 1        | -               |                                          |                                          |                                          |                                          |
| 28    | 1'49.295     | 1    | -                | 1'51.008     | 2        | 1.578 (+1.713)  | セナ、プロストを抜いて1位。              | セナ、プロストを抜いて1位。              | セナ、プロストを抜いて1位。              | セナ、プロストを抜いて1位。              |
| 29    | 1'46.965     | 1    | -                | 1'47.824     | 2        | 2.437 (+0.859)  |                                          |                                          |                                          |                                          |
| 30    | 1'47.006     | 1    | -                | 1'47.402     | 2        | 2.833 (+0.396)  |                                          |                                          |                                          |                                          |
| 31    | 1'46.801     | 1    | -                | 1'46.491     | 2        | 2.523 (-0.310)  |                                          |                                          |                                          |                                          |
| 32    | 1'47.615     | 1    | -                | 1'46.522     | 2        | 1.430 (-1.093)  |                                          |                                          |                                          |                                          |
| 33    | 1'46.326     | 1    | -                | 1'48.535     | 2        | 3.639 (+2.209)  | セナ、自己ベスト（ファステストラップ）。 | セナ、自己ベスト（ファステストラップ）。 | セナ、自己ベスト（ファステストラップ）。 | セナ、自己ベスト（ファステストラップ）。 |
| 34    | 1'47.566     | 1    | -                | 1'47.350     | 2        | 3.423 (-0.216)  |                                          |                                          |                                          |                                          |
| 35    | 1'47.303     | 1    | -                | 1'48.989     | 2        | 5.109 (+1.686)  |                                          |                                          |                                          |                                          |
| 36    | 1'47.658     | 1    | -                | 1'47.336     | 2        | 4.787 (-0.322)  |                                          |                                          |                                          |                                          |
| 37    | 1'48.866     | 1    | -                | 1'49.536     | 2        | 5.457 (+0.670)  |                                          |                                          |                                          |                                          |
| 38    | 1'48.420     | 1    | -                | 1'47.070     | 2        | 4.107 (-1.350)  |                                          |                                          |                                          |                                          |
| 39    | 1'48.461     | 1    | -                | 1'47.667     | 2        | 3.313 (-0.794)  |                                          |                                          |                                          |                                          |
| 40    | 1'47.179     | 1    | -                | 1'46.949     | 2        | 3.083 (-0.230)  |                                          |                                          |                                          |                                          |
| 41    | 1'48.452     | 1    | -                | 1'47.070     | 2        | 1.701 (-1.382)  |                                          |                                          |                                          |                                          |
| 42    | 1'47.707     | 1    | -                | 1'48.844     | 2        | 2.838 (+1.137)  |                                          |                                          |                                          |                                          |
| 43    | 1'47.136     | 1    | -                | 1'46.713     | 2        | 2.415 (-0.423)  |                                          |                                          |                                          |                                          |
| 44    | 1'46.339     | 1    | -                | 1'46.482     | 2        | 2.558 (+0.143)  | プロスト、自己ベスト。                   | プロスト、自己ベスト。                   | プロスト、自己ベスト。                   | プロスト、自己ベスト。                   |
| 45    | 1'47.816     | 1    | -                | 1'48.175     | 2        | 2.917 (+0.359)  |                                          |                                          |                                          |                                          |
| 46    | 1'52.037     | 1    | -                | 1'54.800     | 2        | 5.680 (+2.763)  |                                          |                                          |                                          |                                          |
| 47    | 2'00.428     | 1    | -                | 2'01.410     | 2        | 6.662 (+0.982)  |                                          |                                          |                                          |                                          |
| 48    | 2'03.793     | 1    | -                | 2'03.505     | 2        | 6.374 (-0.288)  |                                          |                                          |                                          |                                          |
| 49    | 1'54.905     | 1    | -                | 1'57.985     | 2        | 9.454 (+3.080)  |                                          |                                          |                                          |                                          |
| 50    | 1'54.097     | 1    | -                | 1'56.483     | 2        | 11.840 (+2.386) |                                          |                                          |                                          |                                          |
| 51    | 1'55.891     | 1    | -                | 1'57.414     | 2        | 13.363 (+1.523) |                                          |                                          |                                          |                                          |
| TOTAL | 1:33'26.173  | 1    |                  | 1:33'39.536  | 2        | 13.363          |                                          |                                          |                                          |                                          |
| 出典  |              |      |                  |              |          |                 |                                          |                                          |                                          |                                          |

- 「差」は1位のドライバーとのタイム差。カッコ内はラップライム比較。
- 斜体はパーソナルベストタイム、太字はファステストラップ。

## エピソード
- セナの初のドライバーズチャンピオンと同時に、鈴鹿でのホンダエンジンの初優勝を祝福するために、レース後にホンダのFormula One Paddock Club内で祝賀会が開催され、ホンダの本田宗一郎名誉会長自らがセナを祝福した。この際に肩を組む2人の姿が世界中に配信され、その後も多くのメディアでセナとホンダの蜜月を象徴するシンボルとして使われている。
- 中嶋悟の母親が予選1日目に死去していたが、この事実はレース後までマスコミに隠されたままであった。
- 鈴木亜久里のF1デビューは、中耳炎により急遽欠場となったラルースのヤニック・ダルマスの代役としてスポット参戦するという思わぬ形で実現することとなった。鈴木は、フジテレビF1中継の解説者として鈴鹿入りする際の新幹線内でスポット参戦が決定したことを知らされ、急遽後発のスタッフに自身のヘルメットを持参させ、ダルマスのレーシングスーツを着用してレースに臨んだ。
- 翌年からザクスピードにエンジン供給を開始するヤマハのエンジニアが、ザクスピードのピットから観戦していた。
- 前述の通り16周目にカペリがラップリーダーを記録したが、この年にラップリーダーを記録したドライバーはシーズンを通してカペリを含め4人しか居らず、ノンターボ車で記録したのはカペリだけである（他はセナ、プロスト、ベルガー）。
- この年初めてF3とシビックチャレンジカップがサポートレースとして行われ、佐藤浩二と清水和夫がそれぞれ優勝した。なおF3には、4年後の日本グランプリでF1にステップアップする服部尚貴や、インディカーで活躍したヒロ松下も参戦していた。
- サーキット周辺の渋滞を避けるための手段として、サーキット内と近鉄名古屋線白子駅近くの空き地（駐車場）の間にヘリコプター便が運航された（片道7500円）。
- 当時レイトンハウスからの資金提供を受けてヨーロッパラウンドを観戦していた作家の村上龍が、このグランプリではホンダのゲストとしてFormula One Paddock Clubから観戦していた。
- 決勝当日には東京コンサートの為に来日していた歌手のエリック・クラプトンが観戦しに現れ、パドックでセナを筆頭に参加したレーサーがクラプトンとの握手の為に行列を作った。